# قلعه قدیمی
قلعه قدیمی مربوط به دوره پهلوی - دوره قاجار است و در شهرستان بیجار، بخش مرکزی، دهستان خورخوره، روستای حسن‌آباد حومه واقع شده و این اثر در تاریخ ۱۸ شهریور ۱۳۸۷ با شمارهٔ ثبت ۲۳۲۴۷ به‌عنوان یکی از آثار ملی ایران به ثبت رسیده است.